# Psautier de la reine Marie
Le psautier de la reine Marie est un manuscrit enluminé contenant le livre des Psaumes, exécuté en Angleterre vers 1320-1330. Abondamment illustré, il contient plus de 330 miniatures, 464 scènes de bas de page et 23 lettrines historiées dont un très grand nombre de représentations d'animaux, ce qui en fait l'un des plus riches du XIVe siècle. Entré en possession de la reine Marie Ire d'Angleterre qui lui a donné son nom au XVIe siècle, il est actuellement conservé à la British Library à Londres.

## Histoire
Les origines précises du manuscrit ne sont pas connues. Il pourrait avoir été exécuté pour Isabelle de France (1295-1358), reine consort d'Angleterre ou son époux Édouard II d'Angleterre. Plusieurs indices font en effet pencher pour une commande royale : le calendrier contient Édouard le confesseur et le nom de Thomas Beckett y était inscrit en lettres d'or (aujourd'hui effacé). Pourtant, le manuscrit ne contient aucune armoiries. Selon Kathryn Smith, le cycle des miniatures consacrées à Joseph (fils de Jacob) au début du manuscrit rappelle symboliquement le rôle d'Édouard II, incarné par le personnage de Pharaon. Plusieurs faits de son règne ont été rapprochés de ces épisodes bibliques. Ces mêmes épisodes ont aussi servi à cette même époque de contre-exemple de fidélité mariale, en la personne de Potiphar, dans le contexte de l'affaire de la tour de Nesle. Pour l'historienne de l'art, Kathryn Smith, le livre serait ainsi un cadeau d'Édouard II servant d'avertissement à sa femme. Cette identification du commanditaire ne fait cependant pas tout à fait l'unanimité. 
Les historiens de l'art hésitent sur le lieu de production de l'ouvrage. Il pourrait provenir, avec d'autres manuscrits du même style appelés « groupe des artistes de la reine Marie », de Londres, ou bien de l'Est-Anglie (ou plus précisément de Cambridge) d'où auraient pu provenir d'autres psautiers enluminés comme le psautier de Ramsey, le psautier Tickhill ou le psautier de Luttrell,,. Il s'agit dans tous les cas de l'œuvre d'un seul enlumineur laïc.
Plus tard, le manuscrit appartient à Henry Manners, comte de Rutland (1526-1553) comme l'indique une note contenue dans le manuscrit (f.84). Celui-ci, membre du parti protestant, est arrêté au moment de l'accession au trône de Marie Tudor en 1553 et ses biens saisis. L'ouvrage est remis à la reine en octobre de cette même année comme l'indique une autre note en fin d'ouvrage (f.319v). Elle le fait relier à cette époque avec ses armes et symboles décorant la couverture. L'actuelle couverture a été refaite au XVIIe siècle, puis au début du XXe siècle, mais en reprenant ces éléments décoratifs. L'ouvrage entre dans la vieille bibliothèque royale et est mentionné peut-être dans l'inventaire de 1666 et sans doute dans celui de 1698. L'ensemble de cette bibliothèque est donnée en 1757 au British Museum et a rejoint depuis la British Library.

## Description
Le texte, en latin, du manuscrit contient un calendrier à l'usage de Sarum (Salisbury) (f.71v-83), le texte des 150 psaumes (f.85-280), des cantiques (f.280v-302) et les litanies (f.302v-318).
La décoration particulièrement abondante pour un manuscrit de cette époque, contient :
- 223 miniatures préliminaires, généralement au nombre de deux par page (f.1.66), dessinées à l'encre colorée. Il s'agit de scènes de l'Ancien Testament légendées ena anglo-normand.
- 4 miniatures peintes en couleurs et or (f.67v-70) représentant l'arbre de Jessé, les ancêtres du Christ, les Apôtres et les Prophètes
- le calendrier contient 12 miniatures des scènes des travaux des mois accompagnées de 12 miniatures des signes du zodiaque (f.71v-83)
- Le texte des psaumes et des cantiques (f.85-302) est ponctué de 23 lettrines historiées, et complété de 87 miniatures peintes en couleur et or sur une pleine page ou sur une demi-page représentant des scènes de la vie du Christ et plus spécifiquement de la Passion pour les cantiques.
- le texte des litanies est illustré de 12 grandes miniatures peintes représentant des saints
- Tout le texte du manuscrit est complété de scènes de bas de page, tracées à la plume et encre colorée, au nombre de 387. Elles représentent un bestiaire, des scènes de chasses ou des épisodes de légendes de saints et autres drôleries.

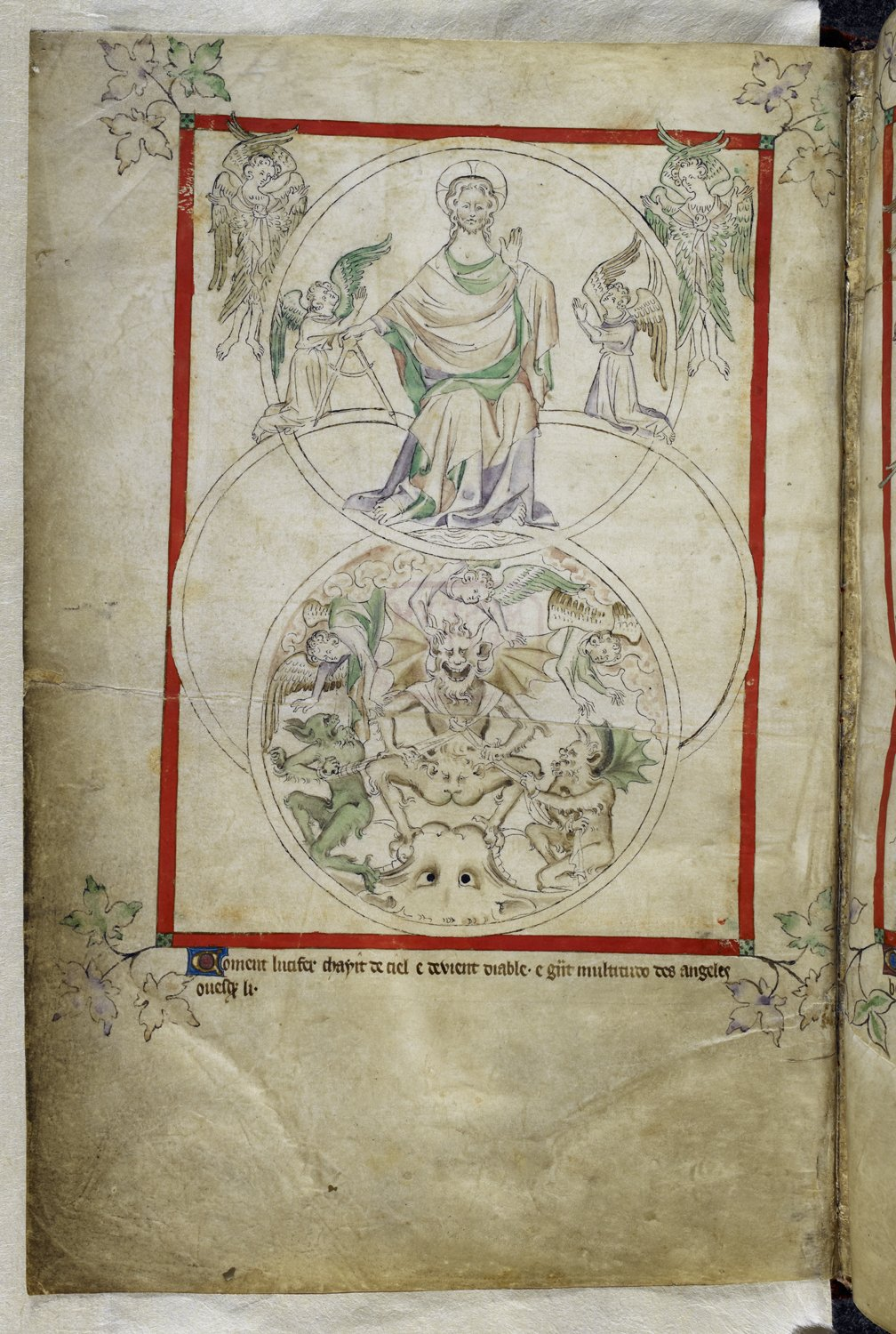
Dieu et Lucifer, première miniature du manuscrit, f.1v
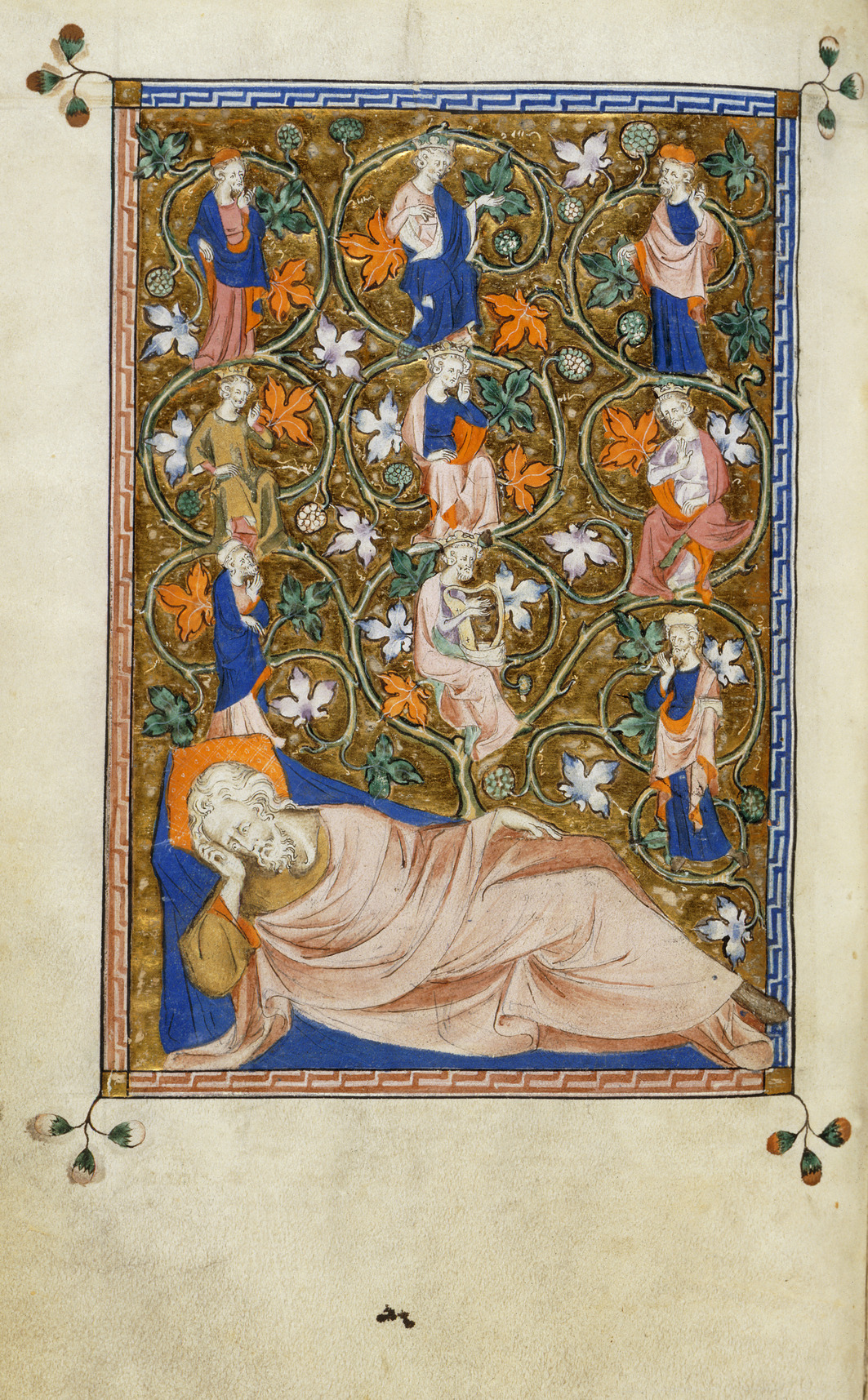
L'arbre de Jessé, f.67v
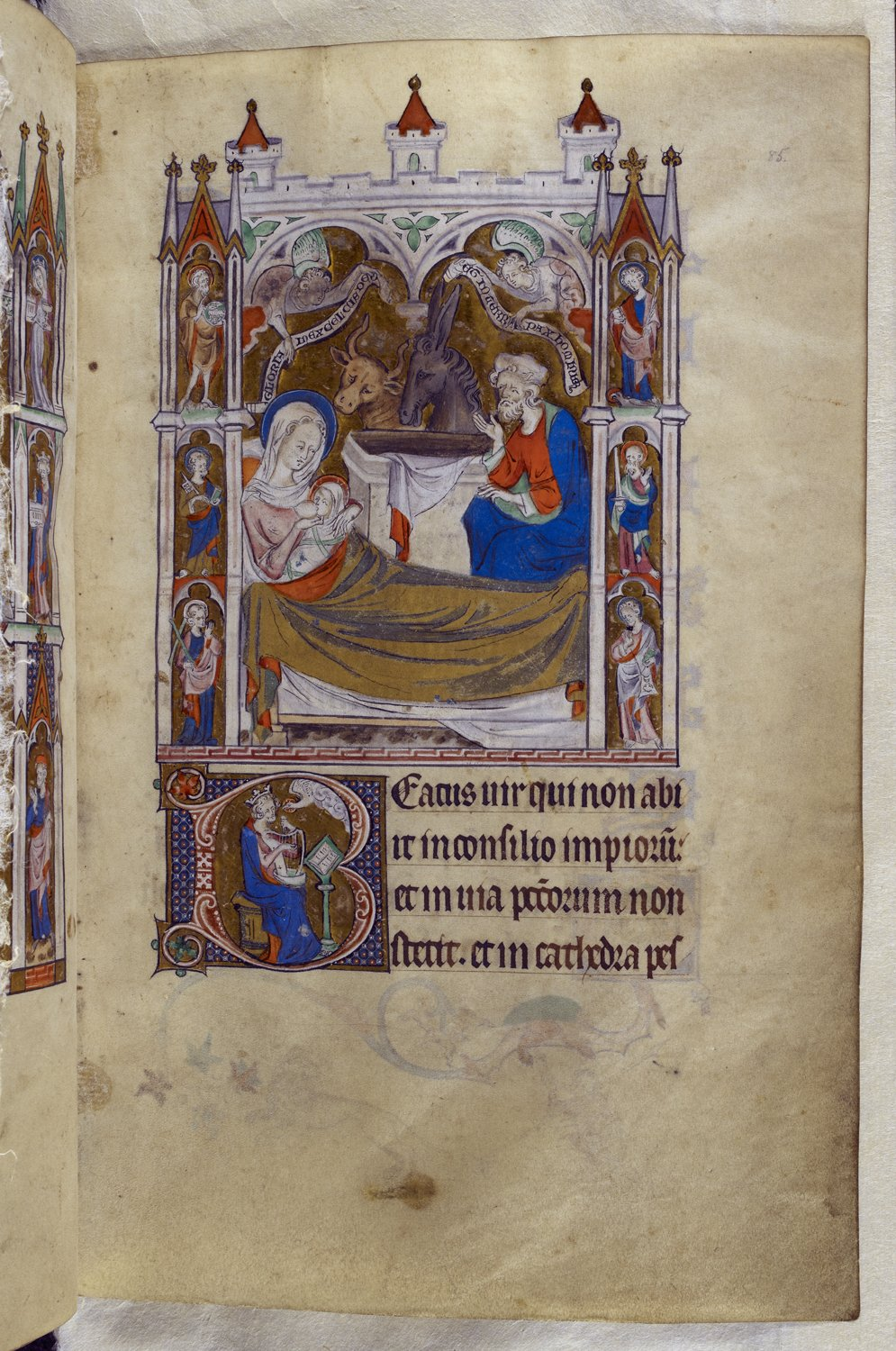
Nativité, début des psaumes avec une lettrine représentant David jouant de la harpe, f.85r
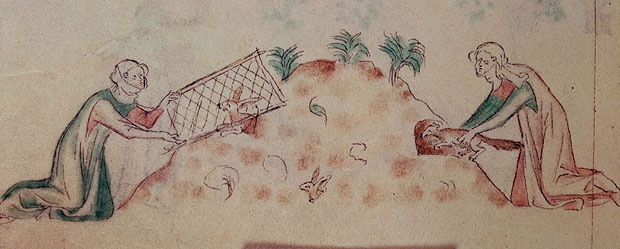
Scène de bas de page : chasse au lapin avec un furet par deux dames, f.155v
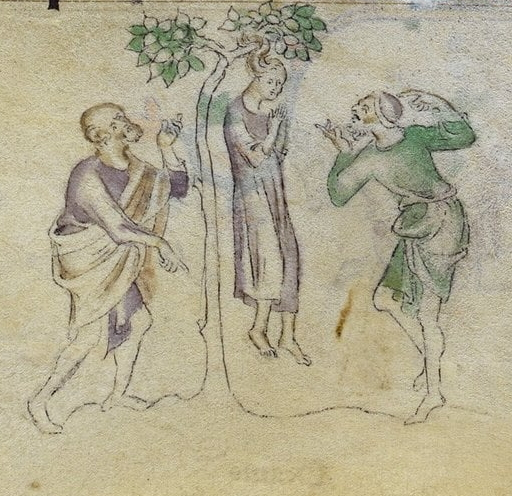
Scène de bas de page : Sainte Julienne de Nicomédie pendue par les cheveux, f.244